# Vox populi, vox Dei
La expresión vox populi, vox Dei (en latín, literalmente, «la voz del pueblo es la voz de Dios») significa que «la opinión popular de la gente ordinaria revela la voluntad de Dios y debe obedecerse»; o sirve para indicar que, sean o no acertadas, las creencias populares se imponen por su fuerza irresistible, y no es prudente oponerse a ellas. Es también muy utilizada para sugerir la naturaleza providencial de determinadas decisiones tomadas por consenso o aclamación, especialmente en el ámbito eclesiástico, como la consideración de la santidad o la elección de cargos.
No parece tener un fundamento bíblico, más allá de algún pasaje que se refiere a la "voz de Dios", habiéndose propuesto éste como uno de los que más pueden ajustarse: «Voz de estruendo viene de la ciudad, una voz sale del templo: la voz del Señor que da el pago a sus enemigos», (Isaías 66:6).
La idea aparece ya en textos griegos como La Odisea y Los trabajos y los días (los rumores -ossa o pheme- provienen de Zeus, o son un dios ellos mismos); y en Séneca: crede mihi, sacra populi lingua est («créeme, sagrada es la lengua del pueblo»).
En su literalidad (vox populi, vox Dei) se le ha atribuido erróneamente a Guillermo de Malmesbury (siglo XII) quien, en realidad, sólo lo cita como un proverbio preexistente. En su uso más temprano (798) la encontramos en sentido desfavorable. En una carta dirigida a Carlomagno, Alcuino de York le previene contra esta idea:

Nec audiendi qui solent dicere, Vox populi, vox Dei, quum tumultuositas vulgi semper insaniae proxima sit
Y no debería escucharse a los que acostumbran a decir que la voz del pueblo es la voz de Dios, pues el desenfreno del vulgo está siempre cercano a la locura.
Epistolae, 166, para 9.

En cambio, un sermón de Walter Reynolds (arzobispo de Canterbury pero hijo de un panadero), dirigido contra el rey Eduardo II de Inglaterra (1327), expresa una idea favorable al proverbio.
Nicolás Maquiavelo, el Discurso sobre Tito Livio incluye un capítulo (el LVIII, La multitud es más sabia y constante que el príncipe) donde, en contra del propio Tito Livio («nada es más vano e inconstante que la multitud»), argumenta, apoyándose en el proverbio en cuestión, que «no se dice sin razón que la voz del pueblo es la voz de Dios. Vemos a la opinión pública pronosticar los acontecimientos de una manera tan maravillosa, que se diría que el pueblo está dotado de la facultad oculta de prever los buenos y los malos».
Un panfleto político whig de 1709 llevaba como título esa expresión latina. Fue reeditado en 1710 con el título The Judgment of whole Kingdoms and Nations. En 1719 apareció otro panfleto, en este caso de orientación jacobita, con el mismo título Vox populi, vox Dei, que fue perseguido por las autoridades, y llevó a la ejecución del impresor, John Matthews.
Hegel sostenía que el proverbio es falso si hay que interpretarlo en el sentido de que la opinión es algo sustancial para el Estado; y cita a su vez un pasaje de Ariosto sobre el tópico horaciano del vulgo ignorante: Che'l Volgare ignorante ogn'un riprenda.
Un panfleto proteccionista anónimo catalán de 1841 llevaba el título Vox populi vox Dei - La veu del poble es la veu de Deu.
En 1769 Thomas Thynne (Lord Weymouth) publicó, con el título Vox populi vox Dei una «llamada a una Corte General de propietarios» de la Compañía de las Indias.
Con el título Vox Populi Sir Francis Galton publicó un artículo en Nature el 7 de marzo de 1907, en el que defendió mediante un experimento «la sabiduría de las multitudes».